# Plano de New Jersey
O Plano de Nova Jersey, de Nova Jérsei (português brasileiro) ou de Nova Jérsia (português europeu) (também conhecido como Pequeno Estado ou Plano Paterson) foi uma proposta estrutural do Governo dos Estados Unidos proposto por William Paterson na Convenção Constitucional de 15 de junho de 1787. O plano foi criado em resposta ao Plano da Virgínia.
No âmbito do Plano de New Jersey, a organização do legislador foi semelhante ao das Nações Unidas e outras instituições. Esta posição reflete a crença de que os estados eram entidades independentes, e, como eles entraram nos Estados Unidos da América livremente e individualmente, segundo o plano os estados podiam se tornar países independentes, de acordo com a constituição de cada estado.
O Plano de New Jersey foi rejeitado pela nova Constituição. O Plano da Virgínia foi aprovado, e alguns projetos do plano de New Jersey foram adicionados a nova constituição. No Senado, cada estado seria igualmente representados, por dois senadores cada, enquanto a Câmara dos Representantes os assentos foram distribuídos de acordo com a população, o que acontece a cada 10 anos.